# Кликдопосла
Клик до посла је портал за запошљавање. Основан је 2010. године и један је од водећих сајтова за запошљавање у Србији. Кликдопосла помаже кандидатима да пронађу радно место захваљујући вештинама које поседују, такође помаже послодавцима да пронађу будуће запосленике на основу тражених критеријума.
Седиште портала је у Београду и покрива тржиште Србије и Црне Горе. Портал је такође посвећен едукативном делу, те посебну пажњу посвећује преквалификацији радника односно послодавцима који нуде курсеве и разне семинаре.